# Nationale Monarchische Gesellschaft von Spanien
 Die Nationale Monarchische Gesellschaft von Spanien (spanisch Hermandad Nacional Monárquica de España) ist eine offizielle Institution in Spanien.

## Geschichte
Ursprünglich fanden die ersten Gründungsüberlegungen in den 1940er Jahren in Spanien statt. Am 21. Oktober 1961 fand die offizielle Gründung statt. Ziel war die Förderung und die Wiederherstellung der Monarchie in Spanien.
Nachdem 1975 in Spanien die parlamentarische Monarchie eingeführt und Juan Carlos I. als König eingesetzt wurde, wurden die Ziele der Institution auf die Förderung der spanischen Monarchie und deren Werte festgelegt.
Die Gesellschaft ist durch das spanische Innenministerium bestätigt und registriert worden.
Zudem bestehen freundschaftliche Beziehungen zur Hauptabteilung Wirtschaftliche und Soziale Angelegenheiten der Vereinten Nationen (UN DESA).

## Protektorat
Die Vereinigung steht unter dem Protektorat des spanischen Königshauses. Oberster Protektor ist der König.

## Mitglieder
Die Mitgliedschaft erfolgt ausschließlich auf persönliche Einladung.
Die Mitglieder sind hauptsächlich honorige Personen, die sich um das spanische Königreich und die spanische Monarchie verdient gemacht haben und diese fördern.

## Aufbau
Struktur und Aufbau der Nationalen Monarchischen Gesellschaft von Spanien:
- Präsident
- Vize-Präsident und Generalsekretär
- Sekretariat für Internationale Beziehungen, Ordenssekretariat und Presseamt
- Regionale Institutionen

## Auszeichnungen
Die Hermandad Nacional Monárquica de España verleiht an verdiente Mitglieder, die sich für die spanische Monarchie und die Institution eingesetzt haben, den Orden für Verdienste um die Monarchie.
Der Orden besitzt vier Klassen:
- Großkreuz (GCME)
- Kommandeur (CME)
- Ritter (KME)
- Mitglied (MME)

Das  Großkreuz mit Band wird als Sonderstufe an den König und Mitglieder des Königshauses verliehen.

## Publikationen
Die Nationale Monarchische Vereinigung von Spanien verlegt die Monatszeitschrift El Monárquico.